# Merseybeat
Merseybeat är en stil av rockmusik som utvecklades i Liverpool, England i början av 1960-talet. Musiken innehåller influenser från rock and roll, doo wop, skiffle, R&B och soulmusik. Det mest kända bandet som förde fram musikstilen är utan tvekan Beatles, men även band som Gerry and the Pacemakers och The Searchers var delaktiga i dess spridning över världen. Namnet kommer från floden Mersey som flyter strax utanför Liverpool. Liverpool var en ganska rå arbetarstad och soundet ansågs till en början vara hårt. Influenserna var många och den omfattande sjöfarten i Liverpool, som ger mycket kontakt med omvärlden, har påverkat att staden blev födelseort för Merseybeaten.
Typiska drag för merseybeaten är:
- Ett gruppsound (till skillnad från ett vokalt/instrumentalt sound)
- Stämsång. Relativ enkel stämsång med få stämmor, till skillnad från den samtida surfrocken.
- Bright sång med fränhet och ibland ylningar
- Gitarr som totalklang och inte samma uppdelning mellan lead- kompgitarr som t. ex. Dick Dale (företrädare för surfrocken).

## Exempel på Merseybeat låtar
- "Love Portion No.9", The Searchers
- "How Do You Do It?", Gerry and the Pacemakers(1963)